# Municipio de Durbin
El municipio de Durbin (en inglés: Durbin Township) es un municipio ubicado en el condado de Cass en el estado estadounidense de Dakota del Norte. En el año 2010 tenía una población de 83 habitantes y una densidad poblacional de 0,91 personas por km².

## Geografía
El municipio de Durbin se encuentra ubicado en las coordenadas 46°50′38″N 97°7′32″O / 46.84389, -97.12556. Según la Oficina del Censo de los Estados Unidos, el municipio tiene una superficie total de 90.97 km², de la cual 90,83 km² corresponden a tierra firme y (0,15 %) 0,13 km² es agua.

## Demografía
Según el censo de 2010, había 83 personas residiendo en el municipio de Durbin. La densidad de población era de 0,91 hab./km². De los 83 habitantes, el municipio de Durbin estaba compuesto por el 100 % blancos. Del total de la población el 0 % eran hispanos o latinos de cualquier raza.